# Maison forte de Saint-Menges
Modèle:Object location

La Maison forte de Saint-Menges est un ouvrage de type « blockhaus » déguisé en maison d’habitation avec un étage. Elle est située dans le département des Ardennes le long de la route départementale « D6  » allant de Saint-Menges à la frontière belge . 

## Situation
Cette « maison forte » est un ouvrage typiquement Ardennais qui comme les 22 exemplaires numérotés de MF1 à MF22,  est construite à partir de 1938, aux points clés des principaux axes de communication. Celle de Saint-Menges, la MF10  est située le long de la route D6 allant de Saint-Menges à la frontière belge. Son canon antichar prenant en enfilade la ligne droite venant de Belgique.

## Histoire
Au cours de la Seconde Guerre mondiale, le 10 mai 1940, les Allemands envahissent la Belgique, les Pays-Bas et le Luxembourg.
Les forces allemandes entrent dans Bouillon le 11 mai.
Le 12 mai à l’aube, les trois Divisions du  19e Panzerkorps commandées par le général Heinz Guderian franchissent à gué la Semois à Mouzaive. La 1re Panzerdivision a pour mission d’atteindre la Meuse à Floing en passant par Saint-Menges, la 2e de se diriger vers Donchery et la 10e d’entrer dans Sedan par le fond de Givonne et de poursuivre jusqu’à Balan et Bazeilles.
La  maison forte de Saint-Manges a pour mission de retarder cette avancée.
Le Lieutenant Boulanger et ses quatre hommes de la 10e Batterie antichar du 78e Régiment d’artillerie  ouvrent le feu sur les premiers chars ennemis au débouché de la forêt au sacrifice de leur vie ne pouvant empêcher l'avancement des Panzers.

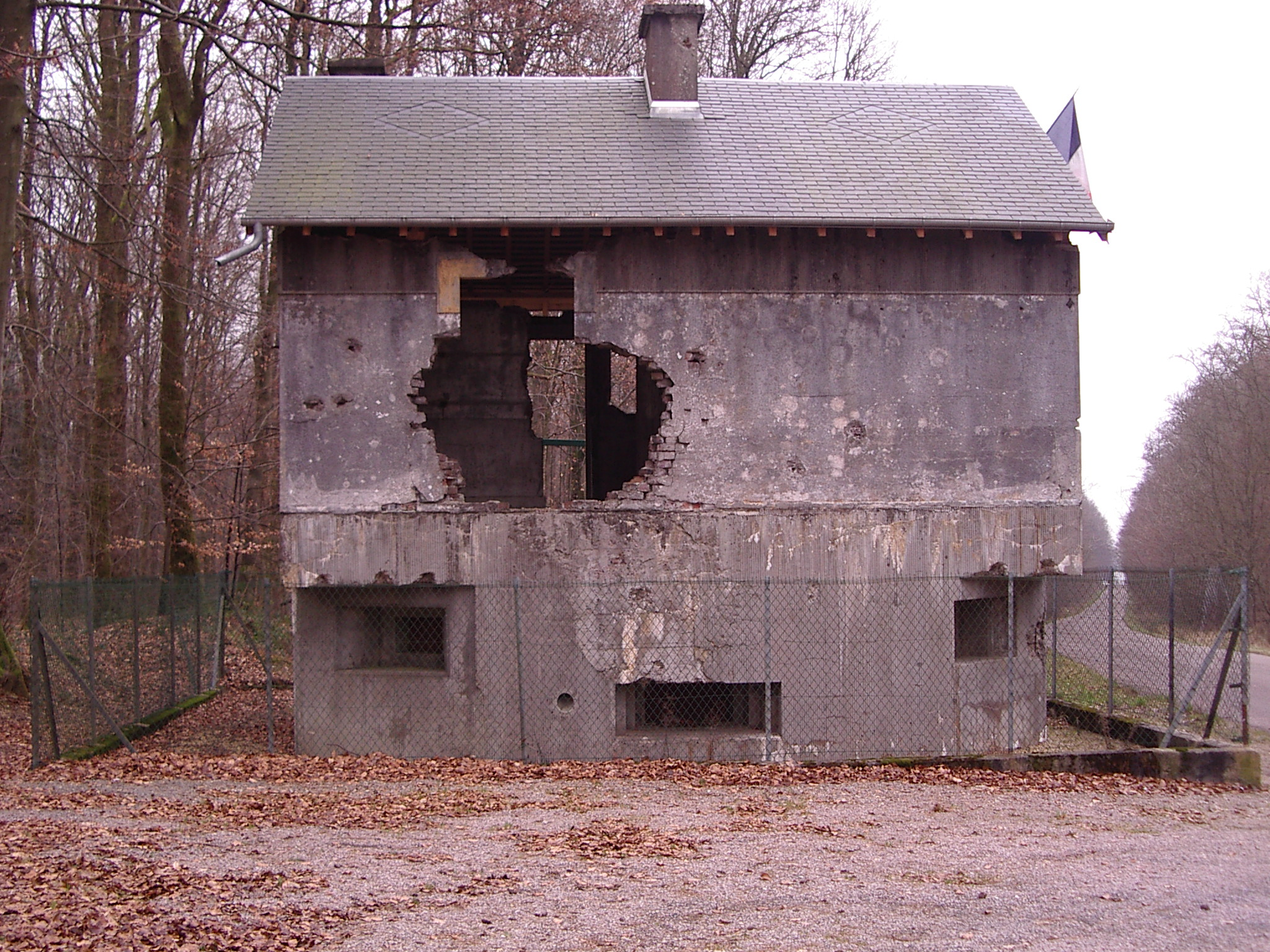
Maison forte près de Saint-Menges.
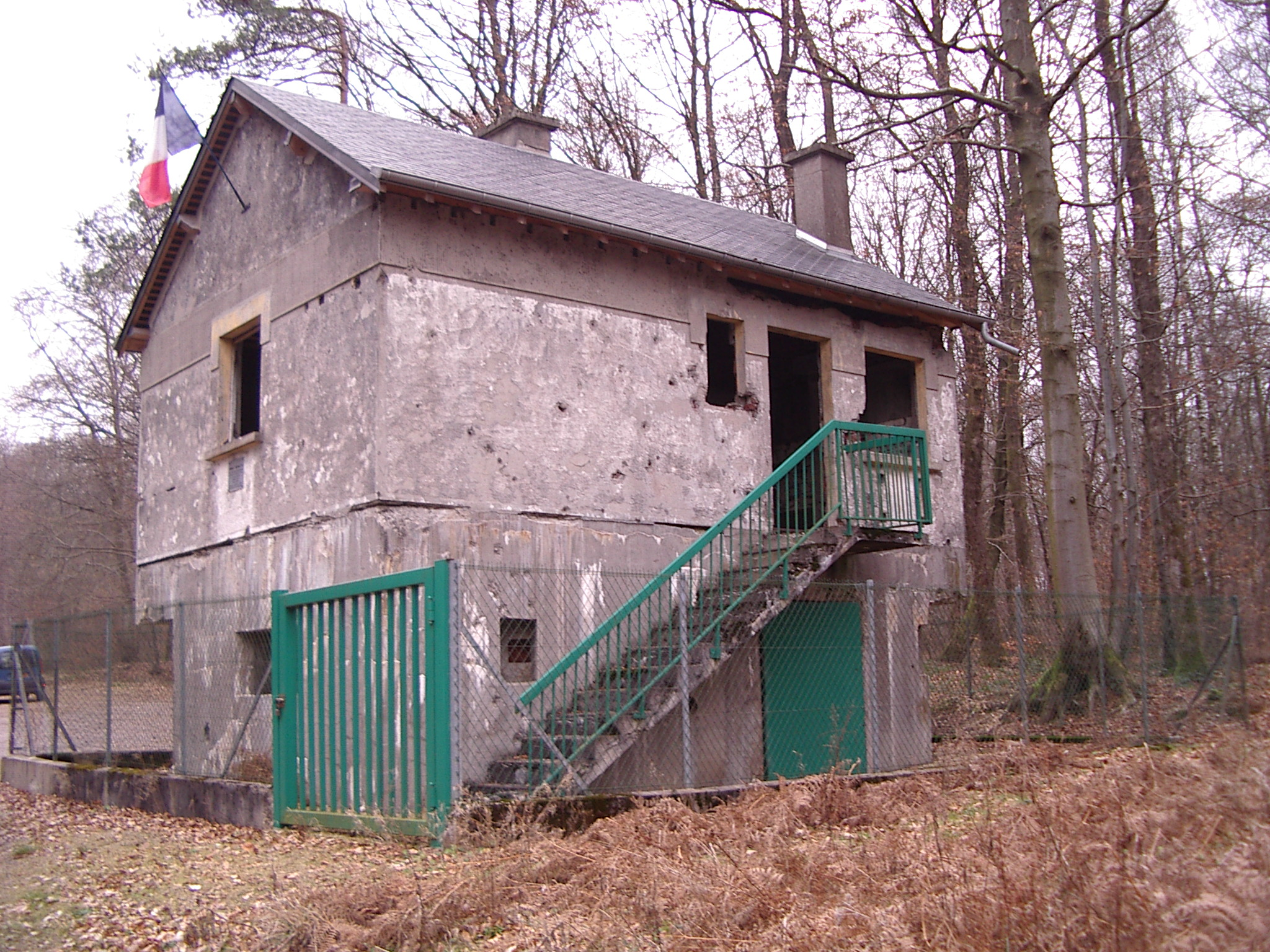
Maison forte près de Saint-Menges.
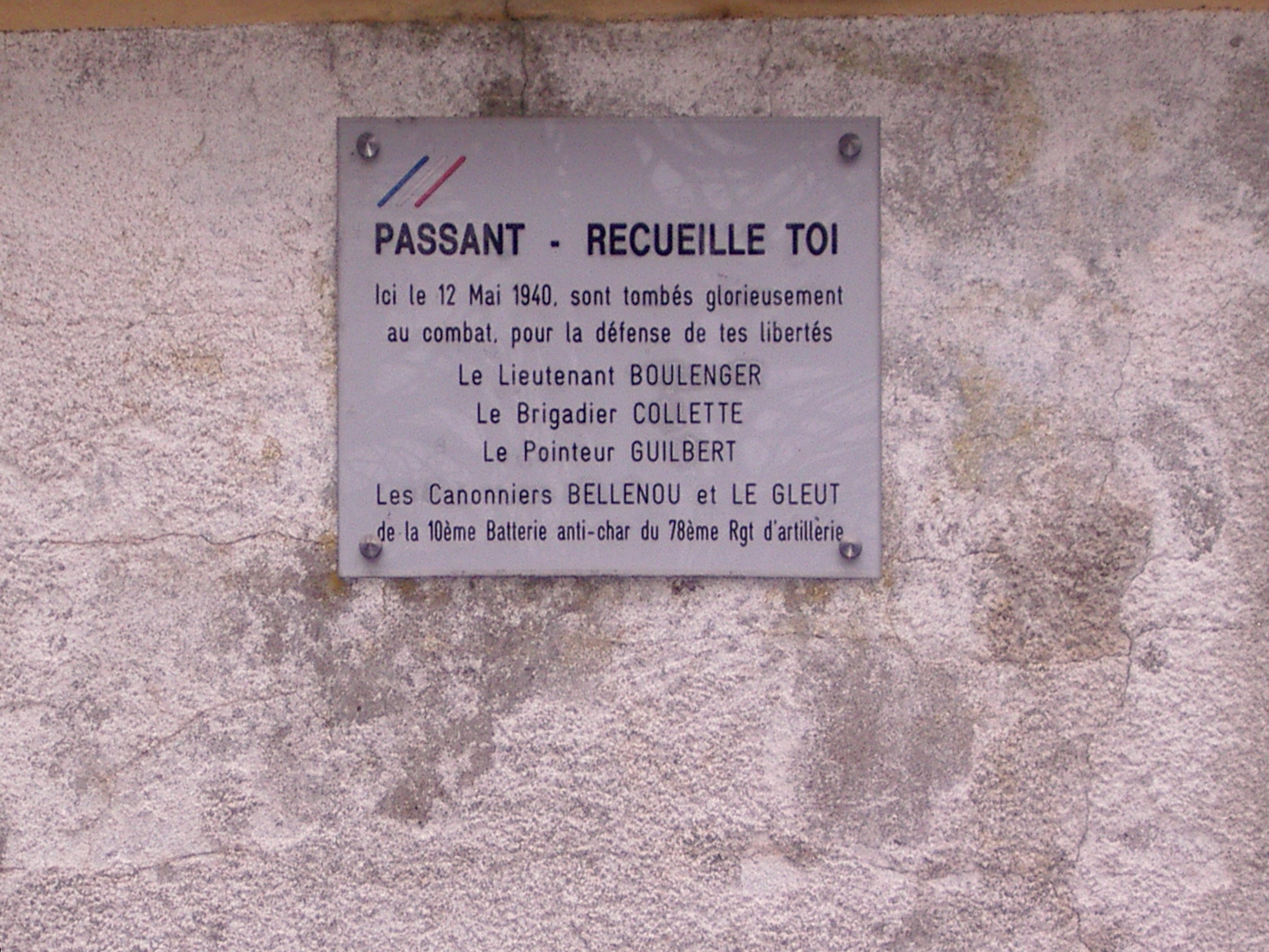
Plaque commémorative sur Maison forte près de Saint-Menges.

## Armement
La maison forte comporte à sa base un édifice genre « blockhaus » surmonté d'une maison d'habitation pour les soldats. 
La partie habitation comporte une chambrée (3 lits superposés pour la troupe + 1 à part pour le chef de poste), un réfectoire, une cuisine et des latrines,elle est accessible depuis l'extérieur par un escalier externe et communique avec le blockhaus par une trappe blindée. 

La partie « blockhaus » communique avec la partie habitation par une échelle et une trappe et est accessible depuis l'extérieur par une porte blindée sur la face arrière du blockhaus. 
elle comporte une seule pièce de combat qui possède 
- 1 créneau pour canon antichar (37TR16 ?)
- 5 créneaux pour FM 24/29
- 2 créneaux de fusillade
- 4 goulottes à grenades[8]

La pièce de combat n'est pas cloisonnée, ce qui n'est pas possible vue sa taille et la zone d'évolution nécessaire au service de chaque arme, mais c'est une faiblesse en cas de coup direct dans une embrasure. De plus le positionnement bas du canon antichar peut rendre celui-ci inopérant (et ça sera le cas) en cas d'amoncelement de débris dus à la destruction de la partie habitation du 1er étage.